# Franz Westhoven
Franz Westhoven (7 de diciembre de 1894 - 9 de octubre de 1983) fue un general alemán en la Wehrmacht durante la II Guerra Mundial quien comandó varias divisiones panzer. Recibió la Cruz de Caballero de la Cruz de Hierro de la Alemania Nazi.
Westhoven sirvió en la oficina de personal del Ejército a inicios de la II Guerra Mundial, donde estuvo entre 1934 y 1940; después asumió el mando del 1.º Regimiento de Rifles en octubre de 1941 como Oberst (coronel) (promovido el 1 de noviembre de 1939), y lideró esta unidad en la Operación Barbarroja como parte de la 1.ª División Panzer en el Grupo de Ejércitos Norte. En febrero de 1942, asumió el mando de la 3.ª Brigada de Rifles, que después se convertiría en la 3.ª Brigada de Granaderos Panzer. Le fue dado el mando de la 3.ª División Panzer el 1 de octubre de 1942, y fue promovido a Generalleutnant el 1 de mayo de 1943, pero fue herido en combate el 20 de octubre de 1943.
Volviendo al servicio activo el 1 de febrero de 1944, sirvió como consejero bajo su mentor Leo Geyr von Schweppenburg en el Grupo Panzer del Oeste, tuvo dos comandamientos adjuntos en Francia (21.ª División Panzer entre el 8 de marzo y el 8 de mayo de 1944, y la 2.ª División Panzer entre el 5 de mayo hasta el 26 de mayo de 1944), y terminó la guerra con los roles de inspector general adjunto de las tropas panzer (agosto de 1944-1945) y comandante de la escuela de tanques (1945).

## Condecoraciones
- Cruz de Caballero de la Cruz de Hierro el 25 de octubre de 1943 como Generalleutnant y comandante de la 3.ª División Panzer[4]